# Hakeem Jeffries
Hakeem Sekou Jeffries (New York, 4 agosto 1970) è un politico e avvocato statunitense, membro della Camera dei rappresentanti per lo stato di New York dal 2013 ed importante esponente del Partito Democratico. Nel 2023, Jeffries è succeduto a Nancy Pelosi alla guida del gruppo dei Rappresentanti democratici, divenendo Leader della Minoranza nella Camera.

## Biografia
Jeffries è nato a Brooklyn, New York, al Brooklyn Hospital Center da Laneda Jeffries, assistente sociale, e Marland Jeffries, consulente statale per l'abuso di sostanze. È cresciuto a Crown Heights, Brooklyn.
Nel 1988, Jeffries si è diplomato alla Midwood High School. Nel 1992, ha conseguito un Bachelor of Arts con lode in scienze politiche presso la Binghamton University. Nel 1994, ha conseguito un Master in Public Policy presso la McCourt School of Public Policy della Georgetown University. Nel 1997, Jeffries ha ottenuto un Juris Doctor presso la New York University School of Law.
Ha lavorato come impiegato per il giudice Harold Baer Jr. del tribunale distrettuale degli Stati Uniti per il distretto meridionale di New York, poi è stato nel dipartimento del contenzioso di Paul, Weiss, Rifkind, Wharton e Garrison prima di diventare assistente del contenzioso per Viacom e CBS.
Dopo aver cercato inutilmente per due volte l'elezione all'interno della legislatura statale dello stato di New York, Jeffries riuscì ad ottenervi un seggio nel 2006. Venne poi riconfermato nel 2008 e nel 2010.
Nel 2012 Jeffries si candidò alla Camera dei Rappresentanti e riuscì ad essere eletto con oltre il 90% dei voti. Il 30 novembre 2022 è stato eletto capogruppo dei democratici alla Camera dei rappresentanti, diventando il successore di Nancy Pelosi il 3 gennaio 2023.

## Vita privata
Jeffries è sposato con Kennisandra Arciniegas-Jeffries, un'assistente sociale. Hanno due figli e vivono a Prospect Heights, Brooklyn.
Jeffries è battista. Il fratello minore di Jeffries, Hasan Kwame Jeffries, è professore associato di storia alla Ohio State University ed è l'autore di Bloody Lowndes: Civil Rights and Black Power in Alabama's Black Belt.